# Gordon (album Nomadi)
Gordon è il sesto album in studio dei Nomadi; venne pubblicato in Italia nel 1975 dalla Columbia.

## Il disco
L'album, ritenuto dalla critica del tempo psichedelico, fu il primo album dei Nomadi a non contenere cover, se si esclude il fatto che la linea melodica di Gordon è uguale a quella di Avalanche, canzone di Leonard Cohen contenuta in Songs of Love and Hate mentre Sorprese è una rivisitazione non dichiarata del brano Double Agent della Edgar Broughton Band
La canzone Gordon è ispirata al fumetto degli anni '30 Flash Gordon.
La canzone Ritornerei è reperibile su Stereo 8 in un diverso arrangiamento e con il titolo Sulla strada.
Le vignette rappresentate in copertina sembrano essere ispirate ai brani contenuti nell'album.
Il brano Vittima dei sogni venne usato come lato B del singolo Quasi quasi/Vittima dei sogni del 1976. Il lato A, Quasi quasi, non era contenuta nell'album ma venne incisa solo l'anno seguente alla sua pubblicazione.

## Tracce
1. Sorprese   (3' 29") (Beppe Carletti/Romano Rossi)
2. Gordon   (4' 19") (Beppe Carletti/Romano Rossi)
3. Ritornerei   (3' 23") (C. A. Contini/Bruno Tavernese)
4. Come mai   (3' 30") (Beppe Carletti/Romano Rossi)
5. Vittima dei sogni   (5' 00") (Beppe Carletti/C. A. Contini)
6. Immagini   (3' 25") (Beppe Carletti/C. A. Contini)
7. Senza discutere   (3' 20") (Guido Maria Ferilli/Umberto Napolitano/Alberto Salerno)
8. E vorrei che fosse   (5' 22") (C. A. Contini/Bruno Tavernese)
9. Il destino   (5' 23") (Beppe Carletti/C. A. Contini)
10. Fatti miei   (2' 59") (Alberto Salerno/Bruno Tavernese)

## Formazione
Gruppo
- Augusto Daolio – voce
- Beppe Carletti – tastiere
- Chris Dennis – chitarre, tastiere, flauto
- Umberto Maggi – basso
- Paolo Lancellotti – batteria

Altri musicisti, non accreditati
- Marco Tosatti – chitarra
- Silvano Ori – chitarra
- Germano Tagliazucchi – chitarra
- Glauco Zuppiroli – basso